# Eleições federais no Canadá em 2015
As eleições federais canadenses de 2015 foram realizadas em 19 de outubro e elegeram os 338 membros da Câmara dos Comuns. Foi a 42ª eleição geral no país; por ser o país uma monarquia parlamentarista, as eleições definiram o próximo primeiro-ministro do Canadá.
O mandado de eleição para a eleição de 2015 foi emitida pelo governador-geral David Johnston em 4 de agosto. A campanha que se seguiu durou 78 dias a partir da dissolução do Parlamento para a eleição, uma das campanhas mais longas na história do Canadá.
O Partido Liberal, liderado por Justin Trudeau, conquistou 184 assentos, o que lhe permite formar um governo de maioria com Trudeau tornando-se o primeiro-ministro designado do Canadá. O Partido Conservador, liderado pelo primeiro-ministro incumbente Stephen Harper, ganhou 99 assentos, tornando-se a oposição oficial após nove anos no governo. O Novo Partido Democrático, liderado por Thomas Mulcair, ganhou 44 assentos, tornando-se o terceiro maior partido na Câmara dos Comuns, depois de ter formado a oposição oficial na sequência da eleição de 2011. Os partidos menores ganharam 11 assentos.

## Tabela de resultados
| Partido                 | Partido                  | Votos      | %     | +/-   | Deputados | +/-     |
| ----------------------- | ------------------------ | ---------- | ----- | ----- | --------- | ------- |
|                         | Partido Liberal          | 6 930 136  | 39,5  | 20,6  | 184 / 338 | 150     |
|                         | Partido Conservador      | 5 600 496  | 31,9  | 7,7   | 99 / 338  | 67      |
|                         | Novo Partido Democrático | 3 461 262  | 19,7  | 10,9  | 44 / 338  | 59      |
|                         | Bloco Quebequense        | 818 652    | 4,7   | 1,3   | 10 / 338  | 6       |
|                         | Partido Verde            | 605 864    | 3,4   | 0,5   | 1 / 338   | Estável |
|                         | Outros                   | 142 943    | 0,8   |       | 0 / 338   |         |
| Total                   | Total                    | 17 559 353 | 100   |       | 338       | 30      |
| Eleitorado/Participação | Eleitorado/Participação  | 25 638 379 | 68,5  | 7,4   |           |         |
| Fonte                   | Fonte                    | [ 4 ]      | [ 4 ] | [ 4 ] | [ 4 ]     | [ 4 ]   |

## Resultados por região
|                          | %    | D   | %    | D   | %    | D   | %    | D  | %   | D  |
| Região                   | LIB  | LIB | CON  | CON | NDP  | NDP | BQ   | BQ | GP  | GP |
| ------------------------ | ---- | --- | ---- | --- | ---- | --- | ---- | -- | --- | -- |
| Colúmbia Britânica       | 35,2 | 17  | 30,0 | 10  | 25,9 | 14  | -    | -  | 8,2 | 1  |
| Alberta                  | 24,6 | 4   | 59,5 | 29  | 11,6 | 1   | -    | -  | 2,5 | -  |
| Saskatchewan             | 23,9 | 1   | 48,5 | 10  | 25,1 | 3   | -    | -  | 2,1 | -  |
| Manitoba                 | 44,6 | 7   | 37,3 | 5   | 13,8 | 2   | -    | -  | 3,2 | -  |
| Ontário                  | 44,8 | 80  | 35,0 | 33  | 16,6 | 8   | -    | -  | 2,9 | -  |
| Quebec                   | 35,7 | 40  | 16,7 | 12  | 25,4 | 16  | 19,3 | 10 | 2,3 | -  |
| Nova Brunswick           | 51,6 | 10  | 25,3 | -   | 18,3 | -   | -    | -  | 4,6 | -  |
| Nova Escócia             | 61,9 | 11  | 17,9 | -   | 16,4 | -   | -    | -  | 3,4 | -  |
| Ilha do Príncipe Eduardo | 58,3 | 4   | 19,3 | -   | 16,0 | -   | -    | -  | 6,0 | -  |
| Terra Nova e Labrador    | 64,5 | 7   | 10,3 | -   | 21,0 | -   | -    | -  | 1,1 | -  |
| Yukon                    | 53,6 | 1   | 24,0 | -   | 19,5 | -   | -    | -  | 2,9 | -  |
| Territórios do Noroeste  | 48,3 | 1   | 18,0 | -   | 30,8 | -   | -    | -  | 2,8 | -  |
| Nunavut                  | 47,2 | 1   | 24,8 | -   | 26,5 | -   | -    | -  | 1,5 | -  |
| Canadá                   | 39,5 | 184 | 31,9 | 99  | 19,7 | 44  | 4,7  | 10 | 3,4 | 1  |

## Resultados por Distrito Eleitoral
Os vencedores por Distrito Eleitoral foram os seguintes:
| Distrito Eleitoral                      | Partido | Partido                  | %       | Resultado                 |
| Alberta                                 | Alberta | Alberta                  | Alberta | Alberta                   |
| --------------------------------------- | ------- | ------------------------ | ------- | ------------------------- |
| Banff-Airdrie                           |         | Partido Conservador      | 63,4    | Mantido por CON           |
| Battle River-Crowfoot                   |         | Partido Conservador      | 80,9    | Mantido por CON           |
| Bow River                               |         | Partido Conservador      | 77,4    | Mantido por CON           |
| Calgary Centre                          |         | Partido Liberal          | 46,5    | Conquistado por LIB a CON |
| Calgary Confederation                   |         | Partido Conservador      | 45,9    | Mantido por CON           |
| Calgary Forest Lawn                     |         | Partido Conservador      | 48,0    | Mantido por CON           |
| Calgary Heritage                        |         | Partido Conservador      | 63,8    | Mantido por CON           |
| Calgary Midnapore                       |         | Partido Conservador      | 66,7    | Mantido por CON           |
| Calgary Nose Hill                       |         | Partido Conservador      | 60,0    | Mantido por CON           |
| Calgary Rocky Ridge                     |         | Partido Conservador      | 60,4    | Mantido por CON           |
| Calgary Shepard                         |         | Partido Conservador      | 65,9    | Mantido por CON           |
| Calgary Signal Hill                     |         | Partido Conservador      | 60,6    | Mantido por CON           |
| Calgary Skyview                         |         | Partido Liberal          | 45,9    | Conquistado por LIB a CON |
| Edmonton Centre                         |         | Partido Liberal          | 37,2    | Conquistado por LIB a CON |
| Edmonton Griesbach                      |         | Partido Conservador      | 40,0    | Mantido por CON           |
| Edmonton Manning                        |         | Partido Conservador      | 45,2    | Mantido por CON           |
| Edmonton Mill Woods                     |         | Partido Liberal          | 41,2    | Conquistado por LIB a CON |
| Edmonton Riverbend                      |         | Partido Conservador      | 49,9    | Mantido por CON           |
| Edmonton Strathcona                     |         | Novo Partido Democrático | 44,0    | Mantido por NDP           |
| Edmonton West                           |         | Partido Conservador      | 49,3    | Mantido por CON           |
| Edmonton - Wetaskiwin                   |         | Partido Conservador      | 65,8    | Mantido por CON           |
| Foothills                               |         | Partido Conservador      | 75,7    | Mantido por CON           |
| Fort McMurray - Cold Lake               |         | Partido Conservador      | 60,6    | Mantido por CON           |
| Grand Prairie - Mackenzie               |         | Partido Conservador      | 72,9    | Mantido por CON           |
| Lakeland                                |         | Partido Conservador      | 72,8    | Mantido por CON           |
| Lethbridge                              |         | Partido Conservador      | 56,8    | Mantido por CON           |
| Medicine Hat                            |         | Partido Conservador      | 69,9    | Mantido por CON           |
| Peace River - Westlock                  |         | Partido Conservador      | 69,4    | Mantido por CON           |
| #F08080 Deer - Lacombe                  |         | Partido Conservador      | 70,7    | Mantido por CON           |
| #F08080 Deer - Mountain View            |         | Partido Conservador      | 74,3    | Mantido por CON           |
| St. Albert - Edmonton                   |         | Partido Conservador      | 45,2    | Mantido por CON           |
| Sherwood Park                           |         | Partido Conservador      | 63,9    | Mantido por CON           |
| Sturgeon River - Parkland               |         | Partido Conservador      | 70,2    | Mantido por CON           |
| Yellowhead                              |         | Partido Conservador      | 72,3    | Mantido por CON           |
| Colúmbia Britânica                      |         |                          |         |                           |
| Abbotsford                              |         | Partido Conservador      | 48,3    | Mantido por CON           |
| Burnaby North - Seymour                 |         | Partido Liberal          | 36,1    | Conquistado por LIB a CON |
| Burnaby South                           |         | Novo Partido Democrático | 35,1    | Mantido por NDP           |
| Cariboo - Prince George                 |         | Partido Conservador      | 36,6    | Mantido por CON           |
| Central Okanagan                        |         | Partido Conservador      | 39,6    | Mantido por CON           |
| Chilliwack - Hope                       |         | Partido Conservador      | 42,3    | Mantido por CON           |
| Cloverdale - Langley City               |         | Partido Liberal          | 45,5    | Conquistado por LIB a CON |
| Coquitlam - Port Coquitlam              |         | Partido Liberal          | 35,3    | Conquistado por LIB a CON |
| Courtenay - Alberni                     |         | Novo Partido Democrático | 38,1    | Conquistado por NDP a CON |
| Cowichan                                |         | Novo Partido Democrático | 35,9    | Mantido por NDP           |
| Delta                                   |         | Partido Liberal          | 49,1    | Conquistado por LIB a CON |
| Esquimalt                               |         | Novo Partido Democrático | 35,0    | Mantido por NDP           |
| Fleetwood - Port Kells                  |         | Partido Liberal          | 46,9    | Conquistado por LIB a CON |
| Kamloops                                |         | Partido Conservador      | 35,3    | Mantido por CON           |
| Kelowna - Lake Country                  |         | Partido Liberal          | 46,2    | Conquistado por LIB a CON |
| Kootenay - Columbia                     |         | Novo Partido Democrático | 37,2    | Conquistado por NDP a CON |
| Langley - Aldergrove                    |         | Partido Conservador      | 45,6    | Mantido por CON           |
| Mission                                 |         | Partido Liberal          | 37,2    | Conquistado por LIB a CON |
| Nanaimo - Ladysmith                     |         | Novo Partido Democrático | 33,2    | Mantido por NDP           |
| New Westminster - Burnaby               |         | Novo Partido Democrático | 43,5    | Mantido por NDP           |
| North Island - Powell River             |         | Novo Partido Democrático | 40,2    | Conquistado por NDP a CON |
| North Okanagan - Shuswap                |         | Partido Conservador      | 39,3    | Mantido por CON           |
| North Vancouver                         |         | Partido Liberal          | 56,7    | Conquistado por LIB a CON |
| Pitt Meadows - Maple Ridge              |         | Partido Liberal          | 33,9    | Conquistado por LIB a CON |
| Port Moody - Coquitlam                  |         | Novo Partido Democrático | 36,1    | Conquistado por NDP a CON |
| Prince George                           |         | Partido Conservador      | 52,5    | Mantido por CON           |
| Richmond Centre                         |         | Partido Conservador      | 44,2    | Mantido por CON           |
| Saanich - Gulf Islands                  |         | Partido Verde            | 54,4    | Mantido por GP            |
| Skeena - Bulkley Valley                 |         | Novo Partido Democrático | 51,1    | Mantido por NDP           |
| South Okanagan                          |         | Novo Partido Democrático | 37,3    | Conquistado por NDP a CON |
| South Surrey - White Rock               |         | Partido Conservador      | 44,0    | Mantido por CON           |
| Steveston - Richmond East               |         | Partido Liberal          | 45,1    | Conquistado por LIB a CON |
| Surrey Centre                           |         | Partido Liberal          | 45,1    | Conquistado por LIB a NDP |
| Surrey - Newton                         |         | Partido Liberal          | 56,0    | Conquistado por LIB a NDP |
| Vancouver Centre                        |         | Partido Liberal          | 56,1    | Mantido por LIB           |
| Vancouver East                          |         | Novo Partido Democrático | 49,9    | Mantido por NDP           |
| Vancouver Granville                     |         | Partido Liberal          | 43,9    | Conquistado por LIB a CON |
| Vancouver Kingsway                      |         | Novo Partido Democrático | 45,7    | Mantido por NDP           |
| Vancouver Quadra                        |         | Partido Liberal          | 58,7    | Mantido por LIB           |
| Vancouver South                         |         | Partido Liberal          | 48,8    | Conquistado por LIB a CON |
| Victoria                                |         | Novo Partido Democrático | 42,3    | Mantido por NDP           |
| West Vancouver                          |         | Partido Liberal          | 54,6    | Mantido por LIB           |
| Manitoba                                |         |                          |         |                           |
| Brandon - Souris                        |         | Partido Conservador      | 50,3    | Mantido por CON           |
| Charleswood                             |         | Partido Liberal          | 52,0    | Conquistado por LIB a CON |
| Churchill - Keewatinook Aski            |         | Novo Partido Democrático | 45,0    | Mantido por NDP           |
| Dauphin                                 |         | Partido Conservador      | 46,3    | Mantido por CON           |
| Elmwood - Transcona                     |         | Novo Partido Democrático | 34,1    | Conquistado por NDP a CON |
| Kildonan - St. Paul                     |         | Partido Liberal          | 42,7    | Conquistado por LIB a CON |
| Portage - Lisgar                        |         | Partido Conservador      | 60,8    | Mantido por CON           |
| Provencher                              |         | Partido Conservador      | 56,1    | Mantido por CON           |
| Saint Boniface - Saint Vital            |         | Partido Liberal          | 58,4    | Conquistado por LIB a CON |
| Selkirk - Interlake - Eastman           |         | Partido Conservador      | 51,9    | Mantido por CON           |
| Winnipeg Centre                         |         | Partido Liberal          | 54,5    | Conquistado por LIB a NDP |
| Winnipeg North                          |         | Partido Liberal          | 68,9    | Conquistado por LIB a NDP |
| Winnipeg South                          |         | Partido Liberal          | 58,3    | Conquistado por LIB a CON |
| Winnipeg South Centre                   |         | Partido Liberal          | 59,7    | Conquistado por LIB a CON |
| Nova Brunswick                          |         |                          |         |                           |
| Acadie - Bathurst                       |         | Partido Liberal          | 50,7    | Conquistado por LIB a NDP |
| Beauséjour                              |         | Partido Liberal          | 69,0    | Mantido por LIB           |
| F#F08080ericton                         |         | Partido Liberal          | 49,3    | Conquistado por LIB a CON |
| Fundy Royal                             |         | Partido Liberal          | 40,9    | Conquistado por LIB a CON |
| Madawaska - Restigouche                 |         | Partido Liberal          | 55,7    | Conquistado por LIB a CON |
| Miramichi - Grand Lake                  |         | Partido Liberal          | 47,3    | Conquistado por LIB a CON |
| Moncton - Riverview - Dieppe            |         | Partido Liberal          | 57,8    | Conquistado por LIB a CON |
| New Brunswick Southwest                 |         | Partido Liberal          | 43,9    | Conquistado por LIB a CON |
| Saint John - Rothesay                   |         | Partido Liberal          | 48,8    | Conquistado por LIB a CON |
| Tobique - Mactaquac                     |         | Partido Liberal          | 46,6    | Conquistado por LIB a CON |
| Terra Nova e Labrador                   |         |                          |         |                           |
| Avalon                                  |         | Partido Liberal          | 55,9    | Conquistado por LIB a CON |
| Bonavista - Burin - Trinity             |         | Partido Liberal          | 81,8    | Mantido por LIB           |
| Coast of Bays                           |         | Partido Liberal          | 74,8    | Mantido por LIB           |
| Labrador                                |         | Partido Liberal          | 71,8    | Conquistado por LIB a CON |
| Long Range Mountains                    |         | Partido Liberal          | 73,9    | Mantido por LIB           |
| St. John's East                         |         | Partido Liberal          | 46,7    | Conquistado por LIB a NDP |
| St. John's South - Mount Pearl          |         | Partido Liberal          | 57,9    | Conquistado por LIB a NDP |
| Territórios do Noroeste                 |         |                          |         |                           |
| Territórios do Noroeste                 |         | Partido Liberal          | 48,3    | Conquistado por LIB a NDP |
| Nova Escócia                            |         |                          |         |                           |
| Cape Breton - Canso                     |         | Partido Liberal          | 74,4    | Mantido por LIB           |
| Central Nova                            |         | Partido Liberal          | 58,5    | Conquistado por LIB a CON |
| Cumberland - Colchester                 |         | Partido Liberal          | 63,7    | Conquistado por LIB a CON |
| Dartmouth - Cole Harbour                |         | Partido Liberal          | 58,2    | Conquistado por LIB a NDP |
| Halifax                                 |         | Partido Liberal          | 51,7    | Conquistado por LIB a NDP |
| Halifax West                            |         | Partido Liberal          | 68,7    | Mantido por LIB           |
| Kings - Hants                           |         | Partido Liberal          | 70,7    | Mantido por LIB           |
| Sackville                               |         | Partido Liberal          | 48,0    | Conquistado por LIB a NDP |
| South Shore - St. Margarets             |         | Partido Liberal          | 56,9    | Conquistado por LIB a CON |
| Sydney - Victoria                       |         | Partido Liberal          | 73,2    | Mantido por LIB           |
| West Nova                               |         | Partido Liberal          | 63,0    | Conquistado por LIB a CON |
| Nunavut                                 |         |                          |         |                           |
| Nunavut                                 |         | Partido Liberal          | 47,1    | Conquistado por LIB a CON |
| Ontário                                 |         |                          |         |                           |
| Ajax                                    |         | Partido Liberal          | 55,9    | Conquistado por LIB a CON |
| Algoma                                  |         | Novo Partido Democrático | 39,9    | Mantido por NDP           |
| Aurora                                  |         | Partido Liberal          | 47,3    | Conquistado por LIB a CON |
| Barrie - Innisfil                       |         | Partido Conservador      | 46,4    | Mantido por CON           |
| Barrie                                  |         | Partido Conservador      | 41,7    | Mantido por CON           |
| Bay of Quinte                           |         | Partido Liberal          | 50,7    | Conquistado por LIB a CON |
| Beaches - East York                     |         | Partido Liberal          | 49,5    | Conquistado por LIB a NDP |
| Brampton Centre                         |         | Partido Liberal          | 48,6    | Conquistado por LIB a CON |
| Brampton East                           |         | Partido Liberal          | 52,3    | Conquistado por LIB a NDP |
| Brampton North                          |         | Partido Liberal          | 48,4    | Conquistado por LIB a CON |
| Brampton South                          |         | Partido Liberal          | 52,1    | Conquistado por LIB a CON |
| Brampton West                           |         | Partido Liberal          | 55,9    | Conquistado por LIB a CON |
| Brantford - Brant                       |         | Partido Conservador      | 40,9    | Mantido por CON           |
| Bruce - Grey - Owen Sound               |         | Partido Conservador      | 46,7    | Mantido por CON           |
| Burlington                              |         | Partido Liberal          | 46,0    | Conquistado por LIB a CON |
| Cambridge                               |         | Partido Liberal          | 43,2    | Conquistado por LIB a CON |
| Carleton                                |         | Partido Conservador      | 46,9    | Mantido por CON           |
| Chatham-Kent - Leamington               |         | Partido Conservador      | 41,7    | Mantido por CON           |
| Davenport                               |         | Partido Liberal          | 44,3    | Conquistado por LIB a NDP |
| Don Valley East                         |         | Partido Liberal          | 57,8    | Mantido por LIB           |
| Don Valley North                        |         | Partido Liberal          | 51,4    | Conquistado por LIB a CON |
| Don Valley West                         |         | Partido Liberal          | 53,8    | Conquistado por LIB a CON |
| Dufferin - Caledon                      |         | Partido Conservador      | 46,3    | Mantido por CON           |
| Durham                                  |         | Partido Conservador      | 45,1    | Mantido por CON           |
| Eglinton - Lawrence                     |         | Partido Liberal          | 48,9    | Conquistado por LIB a CON |
| Elgin - Middlesex - London              |         | Partido Conservador      | 49,2    | Mantido por CON           |
| Essex                                   |         | Novo Partido Democrático | 41,4    | Conquistado por NDP a CON |
| Etobicoke Centre                        |         | Partido Liberal          | 52,8    | Conquistado por LIB a CON |
| Etobicoke - Lakeshore                   |         | Partido Liberal          | 53,7    | Conquistado por LIB a CON |
| Etobicoke North                         |         | Partido Liberal          | 62,4    | Mantido por LIB           |
| Flamborough - Glanbrook                 |         | Partido Conservador      | 43,5    | Mantido por CON           |
| Glengarry - Prescott - Russell          |         | Partido Liberal          | 53,3    | Conquistado por LIB a CON |
| Guelph                                  |         | Partido Liberal          | 49,1    | Mantido por LIB           |
| Haldimand - Norfolk                     |         | Partido Conservador      | 44,1    | Mantido por CON           |
| Haliburton                              |         | Partido Conservador      | 44,8    | Mantido por CON           |
| Hamilton Centre                         |         | Novo Partido Democrático | 45,6    | Mantido por NDP           |
| Hamilton East - Stoney Creek            |         | Partido Liberal          | 39,0    | Conquistado por LIB a NDP |
| Hamilton Mountain                       |         | Novo Partido Democrático | 35,9    | Mantido por NDP           |
| Hamilton West                           |         | Partido Liberal          | 47,7    | Conquistado por LIB a CON |
| Hastings - Lennox and Addington         |         | Partido Liberal          | 42,4    | Conquistado por LIB a CON |
| Humber River - Black Creek              |         | Partido Liberal          | 66,9    | Mantido por LIB           |
| Huron - Bruce                           |         | Partido Conservador      | 44,9    | Mantido por CON           |
| Kanata - Carleton                       |         | Partido Liberal          | 51,3    | Conquistado por LIB a CON |
| Kenora                                  |         | Partido Liberal          | 35,5    | Conquistado por LIB a CON |
| King - Vaughan                          |         | Partido Liberal          | 47,4    | Conquistado por LIB a CON |
| Kingston and the Islands                |         | Partido Liberal          | 55,4    | Mantido por LIB           |
| Kitchener Centre                        |         | Partido Liberal          | 48,8    | Conquistado por LIB a CON |
| Kitchener - Conestoga                   |         | Partido Conservador      | 43,3    | Mantido por CON           |
| Kitchener South - Hespeler              |         | Partido Liberal          | 42,3    | Conquistado por LIB a CON |
| Lambton - Kent - Middlesex              |         | Partido Conservador      | 50,2    | Mantido por CON           |
| Lanark - Frontenac - Kingston           |         | Partido Conservador      | 47,9    | Mantido por CON           |
| Leeds                                   |         | Partido Conservador      | 47,4    | Mantido por CON           |
| London - Fanshawe                       |         | Novo Partido Democrático | 37,8    | Mantido por NDP           |
| London North Centre                     |         | Partido Liberal          | 50,5    | Conquistado por LIB a CON |
| London West                             |         | Partido Liberal          | 45,8    | Conquistado por LIB a CON |
| Markham - Stouffville                   |         | Partido Liberal          | 49,2    | Conquistado por LIB a CON |
| Markham - Thornhill                     |         | Partido Liberal          | 55,7    | Mantido por LIB           |
| Markham - Unionville                    |         | Partido Conservador      | 49,4    | Mantido por CON           |
| Milton                                  |         | Partido Conservador      | 45,4    | Mantido por CON           |
| Mississauga Centre                      |         | Partido Liberal          | 54,7    | Conquistado por LIB a CON |
| Mississauga East - Cooksville           |         | Partido Liberal          | 54,2    | Conquistado por LIB a CON |
| Mississauga - Erin Mills                |         | Partido Liberal          | 49,7    | Conquistado por LIB a CON |
| Mississauga - Lakeshore                 |         | Partido Liberal          | 47,7    | Conquistado por LIB a CON |
| Mississauga - Malton                    |         | Partido Liberal          | 59,1    | Conquistado por LIB a CON |
| Mississauga - Streetsville              |         | Partido Liberal          | 47,8    | Conquistado por LIB a CON |
| Nepean                                  |         | Partido Liberal          | 52,4    | Conquistado por LIB a CON |
| Newmarket - Aurora                      |         | Partido Liberal          | 45,2    | Conquistado por LIB a CON |
| Niagara Centre                          |         | Partido Liberal          | 35,7    | Conquistado por LIB a NDP |
| Niagara Falls                           |         | Partido Conservador      | 42,1    | Mantido por CON           |
| Niagara West                            |         | Partido Conservador      | 48,8    | Mantido por CON           |
| Nickel Belt                             |         | Partido Liberal          | 42,8    | Conquistado por LIB a NDP |
| Nipissing - Timiskaming                 |         | Partido Liberal          | 51,9    | Mantido por LIB           |
| Northumberland                          |         | Partido Liberal          | 42,5    | Conquistado por LIB a CON |
| Oakville                                |         | Partido Liberal          | 49,4    | Conquistado por LIB a CON |
| Oakville North - Burlington             |         | Partido Liberal          | 46,7    | Conquistado por LIB a CON |
| Orléans                                 |         | Partido Liberal          | 59,7    | Conquistado por LIB a CON |
| Oshawa                                  |         | Partido Conservador      | 38,2    | Mantido por CON           |
| Ottawa Centre                           |         | Partido Liberal          | 42,7    | Conquistado por LIB a NDP |
| Ottawa South                            |         | Partido Liberal          | 60,1    | Mantido por LIB           |
| Ottawa - Vanier                         |         | Partido Liberal          | 51,2    | Mantido por LIB           |
| Ottawa West - Nepean                    |         | Partido Liberal          | 55,7    | Conquistado por LIB a CON |
| Oxford                                  |         | Partido Conservador      | 45,7    | Mantido por CON           |
| Parkdale - High Park                    |         | Partido Liberal          | 42,0    | Conquistado por LIB a NDP |
| Parry Sound - Muskoka                   |         | Partido Conservador      | 43,3    | Mantido por CON           |
| Perth - Wellington                      |         | Partido Conservador      | 43,0    | Mantido por CON           |
| Peterborough - Kawartha                 |         | Partido Liberal          | 43,8    | Conquistado por LIB a CON |
| Pickering - Uxbridge                    |         | Partido Liberal          | 50,3    | Conquistado por LIB a CON |
| Renfrew - Nipissing - Pembroke          |         | Partido Conservador      | 45,8    | Mantido por CON           |
| Richmond Hill                           |         | Partido Liberal          | 46,9    | Conquistado por LIB a CON |
| St. Catharines                          |         | Partido Liberal          | 43,2    | Conquistado por LIB a CON |
| Sarnia - Lambton                        |         | Partido Conservador      | 38,8    | Mantido por CON           |
| Sault Ste. Marie                        |         | Partido Liberal          | 44,8    | Conquistado por LIB a CON |
| Scarborough - Agincourt                 |         | Partido Liberal          | 51,9    | Mantido por LIB           |
| Scarborough Centre                      |         | Partido Liberal          | 50,5    | Conquistado por LIB a CON |
| Scarborough - Guildwood                 |         | Partido Liberal          | 60,0    | Mantido por LIB           |
| Scarborough North                       |         | Partido Liberal          | 48,2    | Conquistado por LIB a NDP |
| Scarborough - Rouge Park                |         | Partido Liberal          | 60,2    | Mantido por LIB           |
| Scarborough Southwest                   |         | Partido Liberal          | 52,5    | Conquistado por LIB a NDP |
| Simcoe - Grey                           |         | Partido Conservador      | 46,6    | Mantido por CON           |
| Simcoe North                            |         | Partido Conservador      | 43,5    | Mantido por CON           |
| Spadina - Fort York                     |         | Partido Liberal          | 54,7    | Conquistado por LIB a NDP |
| Stormont                                |         | Partido Conservador      | 51,1    | Mantido por CON           |
| Sudbury                                 |         | Partido Liberal          | 47,4    | Conquistado por LIB a NDP |
| Thornhill                               |         | Partido Conservador      | 58,6    | Mantido por CON           |
| Thunder Bay - Rainy River               |         | Partido Liberal          | 44,0    | Conquistado por LIB a NDP |
| Thunder Bay - Superior North            |         | Partido Liberal          | 45,0    | Conquistado por LIB a NDP |
| Timmins - James Bay                     |         | Novo Partido Democrático | 42,9    | Mantido por NDP           |
| Toronto Centre                          |         | Partido Liberal          | 57,9    | Mantido por LIB           |
| Toronto - Danforth                      |         | Partido Liberal          | 42,3    | Conquistado por LIB a NDP |
| Toronto - St. Paul's                    |         | Partido Liberal          | 55,3    | Mantido por LIB           |
| University - Rosedale                   |         | Partido Liberal          | 49,8    | Conquistado por LIB a NDP |
| Vaughan - Woodbridge                    |         | Partido Liberal          | 48,9    | Conquistado por LIB a CON |
| Waterloo                                |         | Partido Liberal          | 49,7    | Conquistado por LIB a CON |
| Wellington - Halton Hills               |         | Partido Conservador      | 50,9    | Mantido por CON           |
| Whitby                                  |         | Partido Liberal          | 45,0    | Conquistado por LIB a CON |
| Willowdale                              |         | Partido Liberal          | 53,4    | Conquistado por LIB a CON |
| Windsor - Tecumseh                      |         | Novo Partido Democrático | 43,5    | Mantido por NDP           |
| Windsor West                            |         | Novo Partido Democrático | 51,4    | Mantido por NDP           |
| York Centre                             |         | Partido Liberal          | 46,9    | Conquistado por LIB a CON |
| York - Simcoe                           |         | Partido Conservador      | 50,3    | Mantido por CON           |
| York South–Weston                       |         | Partido Liberal          | 46,0    | Conquistado por LIB a NDP |
| Ilha do Príncipe Eduardo                |         |                          |         |                           |
| Cardigan                                |         | Partido Liberal          | 65,0    | Mantido por LIB           |
| Charlottetown                           |         | Partido Liberal          | 56,3    | Mantido por LIB           |
| Egmont                                  |         | Partido Liberal          | 49,3    | Conquistado por LIB a CON |
| Malpeque                                |         | Partido Liberal          | 62,1    | Mantido por LIB           |
| Quebec                                  |         |                          |         |                           |
| Abitibi - Baie-James                    |         | Novo Partido Democrático | 37,0    | Mantido por NDP           |
| Abitibi-Témiscamingue                   |         | Novo Partido Democrático | 41,5    | Mantido por NDP           |
| Ahuntsic - Cartierville                 |         | Partido Liberal          | 46,8    | Mantido por LIB           |
| Alf#F08080-Pellan                       |         | Partido Liberal          | 44,5    | Conquistado por LIB a NDP |
| Argenteuil - La Petite-Nation           |         | Partido Liberal          | 43,3    | Conquistado por LIB a NDP |
| Avignon - La Mitis                      |         | Partido Liberal          | 39,6    | Conquistado por LIB a BQ  |
| Beauce                                  |         | Partido Conservador      | 58,9    | Mantido por CON           |
| Beauport - Côte-de-Beaupré              |         | Partido Conservador      | 33,5    | Conquistado por CON a NDP |
| Beauport - Limoilou                     |         | Partido Conservador      | 30,6    | Conquistado por CON a NDP |
| Bécancour - Nicolet - Saurel            |         | Bloco Quebequense        | 40,0    | Mantido por BQ            |
| Bellechasse - Les Etchemins - Lévis     |         | Partido Conservador      | 50,9    | Mantido por CON           |
| Beloeil - Chambly                       |         | Novo Partido Democrático | 31,1    | Mantido por NDP           |
| Berthier - Maskinongé                   |         | Novo Partido Democrático | 42,2    | Mantido por NDP           |
| Bourassa                                |         | Partido Liberal          | 54,1    | Mantido por LIB           |
| Brome-Missisquoi                        |         | Partido Liberal          | 43,9    | Conquistado por LIB a NDP |
| Brossard - Saint-Lambert                |         | Partido Liberal          | 50,3    | Conquistado por LIB a NDP |
| Charlesbourg - Haute-Saint-Charles      |         | Partido Conservador      | 42,2    | Conquistado por CON a NDP |
| Châteauguay - Lacolle                   |         | Partido Liberal          | 39,1    | Conquistado por LIB a NDP |
| Chicoutimi - Le Fjord                   |         | Partido Liberal          | 31,1    | Conquistado por LIB a NDP |
| Compton - Stanstead                     |         | Partido Liberal          | 36,9    | Conquistado por LIB a NDP |
| Dorval - Lachine - LaSalle              |         | Partido Liberal          | 54,9    | Conquistado por LIB a NDP |
| Drummond                                |         | Novo Partido Democrático | 30,5    | Mantido por NDP           |
| Gaspésie - Les Îles-de-la-Madeleine     |         | Partido Liberal          | 38,7    | Conquistado por LIB a BQ  |
| Gatineau                                |         | Partido Liberal          | 53,8    | Conquistado por LIB a NDP |
| Hochelaga                               |         | Novo Partido Democrático | 30,9    | Mantido por NDP           |
| Honoré-Mercier                          |         | Partido Liberal          | 56,6    | Conquistado por LIB a NDP |
| Hull - Aylmer                           |         | Partido Liberal          | 51,4    | Conquistado por LIB a NDP |
| Joliette                                |         | Bloco Quebequense        | 33,3    | Conquistado por BQ a NDP  |
| Jonquière                               |         | Novo Partido Democrático | 29,2    | Mantido por NDP           |
| La Pointe-de-l'Île                      |         | Bloco Quebequense        | 33,6    | Conquistado por BQ a NDP  |
| La Prairie                              |         | Partido Liberal          | 36,5    | Conquistado por LIB a NDP |
| Lac-Saint-Jean                          |         | Partido Conservador      | 33,3    | Mantido por CON           |
| Lac-Saint-Louis                         |         | Partido Liberal          | 64,1    | Mantido por LIB           |
| LaSalle - Émard - Verdun                |         | Partido Liberal          | 43,9    | Conquistado por LIB a NDP |
| Laurentides - Labelle                   |         | Partido Liberal          | 32,1    | Conquistado por LIB a NDP |
| Laurier - Sainte-Marie                  |         | Novo Partido Democrático | 38,3    | Mantido por NDP           |
| Laval - Les Îles                        |         | Partido Liberal          | 47,7    | Conquistado por LIB a NDP |
| Lévis - Lotbinière                      |         | Partido Conservador      | 50,1    | Mantido por CON           |
| Longueuil - Charles-LeMoyne             |         | Partido Liberal          | 35,4    | Conquistado por LIB a NDP |
| Longueuil - Saint-Hubert                |         | Novo Partido Democrático | 31,2    | Mantido por NDP           |
| Louis-Hébert                            |         | Partido Liberal          | 34,9    | Conquistado por LIB a NDP |
| Louis-Saint-Laurent                     |         | Partido Conservador      | 50,5    | Conquistado por CON a NDP |
| Manicouagan                             |         | Bloco Quebequense        | 41,3    | Conquistado por BQ a NDP  |
| Marc-Aurèle-Fortin                      |         | Partido Liberal          | 41,0    | Conquistado por LIB a NDP |
| Mégantic - L'Érable                     |         | Partido Conservador      | 35,4    | Mantido por CON           |
| Mirabel                                 |         | Bloco Quebequense        | 31,5    | Conquistado por BQ a NDP  |
| Montarville                             |         | Partido Liberal          | 32,5    | Conquistado por LIB a NDP |
| Montcalm                                |         | Bloco Quebequense        | 36,6    | Conquistado por BQ a NDP  |
| Montmagny - L'Islet                     |         | Partido Conservador      | 29,0    | Conquistado por CON a NDP |
| Mount Royal                             |         | Partido Liberal          | 50,3    | Mantido por LIB           |
| Notre-Dame-de-Grâce - Westmount         |         | Partido Liberal          | 57,7    | Mantido por LIB           |
| Outremont                               |         | Novo Partido Democrático | 44,1    | Mantido por NDP           |
| Papineau                                |         | Partido Liberal          | 52,0    | Mantido por LIB           |
| Pierre-Boucher                          |         | Bloco Quebequense        | 28,6    | Conquistado por BQ a NDP  |
| Pierrefonds - Dollard                   |         | Partido Liberal          | 58,7    | Conquistado por LIB a NDP |
| Pontiac                                 |         | Partido Liberal          | 54,5    | Conquistado por LIB a NDP |
| Portneuf - Jacques-Cartier              |         | Partido Conservador      | 44,0    | Conquistado por CON a NDP |
| Quebec                                  |         | Partido Liberal          | 28,9    | Conquistado por LIB a NDP |
| Repentigny                              |         | Bloco Quebequense        | 34,7    | Conquistado por BQ a NDP  |
| Richmond - Arthabaska                   |         | Partido Conservador      | 31,6    | Conquistado por CON a BQ  |
| Rimouski-Neigette                       |         | Novo Partido Democrático | 43,1    | Mantido por NDP           |
| Rivière-des-Mille-Îles                  |         | Partido Liberal          | 32,4    | Conquistado por LIB a NDP |
| Rivière-du-Nord                         |         | Bloco Quebequense        | 32,1    | Conquistado por BQ a NDP  |
| Rosemont–La Petite-Patrie               |         | Novo Partido Democrático | 49,2    | Mantido por NDP           |
| Saint-Hyacinthe - Bagot                 |         | Novo Partido Democrático | 28,7    | Mantido por NDP           |
| Saint-Jean                              |         | Partido Liberal          | 33,2    | Conquistado por LIB a NDP |
| Saint-Laurent                           |         | Partido Liberal          | 59,1    | Mantido por LIB           |
| Saint-Léonard - Saint-Michel            |         | Partido Liberal          | 64,7    | Mantido por LIB           |
| Saint-Maurice - Champlain               |         | Partido Liberal          | 41,5    | Conquistado por LIB a NDP |
| Salaberry - Suroît                      |         | Novo Partido Democrático | 30,4    | Mantido por NDP           |
| Shefford                                |         | Partido Liberal          | 39,0    | Conquistado por LIB a NDP |
| Sherbrooke                              |         | Novo Partido Democrático | 37,3    | Mantido por NDP           |
| Terrebonne                              |         | Bloco Quebequense        | 33,0    | Conquistado por BQ a NDP  |
| Thérèse-De Blainville                   |         | Partido Liberal          | 32,5    | Conquistado por LIB a NDP |
| Trois-Rivières                          |         | Novo Partido Democrático | 31,8    | Mantido por NDP           |
| Vaudreuil-Soulanges                     |         | Partido Liberal          | 46,6    | Conquistado por LIB a NDP |
| Ville-Marie                             |         | Partido Liberal          | 50,8    | Conquistado por LIB a NDP |
| Vimy                                    |         | Partido Liberal          | 46,2    | Conquistado por LIB a NDP |
| Saskatchewan                            |         |                          |         |                           |
| Battlefords - Lloydminster              |         | Partido Conservador      | 61,0    | Mantido por CON           |
| Carlton Trail - Eagle Creek             |         | Partido Conservador      | 64,7    | Mantido por CON           |
| Cypress Hills - Grasslands              |         | Partido Conservador      | 69,2    | Mantido por CON           |
| Desnethé - Missinippi - Churchill River |         | Novo Partido Democrático | 34,2    | Conquistado por NDP a CON |
| Moose Jaw - Lake Centre - Lanigan       |         | Partido Conservador      | 55,5    | Mantido por CON           |
| Prince Albert                           |         | Partido Conservador      | 49,8    | Mantido por CON           |
| Regina - Lewvan                         |         | Novo Partido Democrático | 35,2    | Mantido por NDP           |
| Regina - Qu'Appelle                     |         | Partido Conservador      | 44,7    | Mantido por CON           |
| Regina - Wascana                        |         | Partido Liberal          | 55,1    | Mantido por LIB           |
| Saskatoon - Grasswood                   |         | Partido Conservador      | 41,6    | Mantido por CON           |
| Saskatoon - University                  |         | Partido Conservador      | 41,5    | Mantido por CON           |
| Saskatoon West                          |         | Novo Partido Democrático | 39,6    | Mantido por NDP           |
| Souris - Moose Mountain                 |         | Partido Conservador      | 70,1    | Mantido por CON           |
| Yorkton - Melville                      |         | Partido Conservador      | 59,2    | Mantido por CON           |
| Yukon                                   |         |                          |         |                           |
| Yukon                                   |         | Partido Liberal          | 53,7    | Conquistado por LIB a CON |